# Yashio

Yashio (八潮市 Yashio-shi?) este un municipiu din Japonia, prefectura Saitama.